# Dragan Muharem
Dragan Muharem (Sisak, 29. studenoga 1984.), hrvatski katolički svećenik Subotičke biskupije, novinar i kulturni djelatnik

## Životopis
Rođen je u Sisku kao prvi dvoje djece Dragoljuba i Jelene rođ. Vučinac. U Vajskoj završio osnovnu školu. Bio je pitomac sjemeništa "Paulinum". Maturirao na istoimenoj Biskupijskoj klasičnoj gimnaziji 2003. godine. Studirao bogoslovlje u Đakovu i diplomirao 2008. na Katoličkom bogoslovnom fakultetu.  16. studenoga 2008. đakovačkoosječki nadbiskup i metropolit Marin Srakić podijelio mu je red đakonata. U svojstvu đakona obnašao dužnost pomoćnika prefekta u malom sjemeništu "Paulinum" u Subotici, gdje je bio i profesor, počevši od školske godine 2009./2010.
Pripada župi sv. Jurja u Vajskoj. U Subotičkoj je stolnoj bazilici primio sveti red prezbiterata 29. lipnja 2009. godine. Na blagdan apostolskih prvaka Petra i Pavla, za svećenika ga je zaredio u katedrali mons. dr. Ivan Pénzes. Mladu misu služio je u svojoj župi u Vajskoj 25. srpnja.
Predavač je na Teološko-katehetskom institutu i urednik lista “Zvonik”. List uređuje od ožujka 2016. godine, naslijedivši na tom mjestu Mirka Štefkovića. Piše za Subotičku Danicu.
2016. godine objavio je svoju prvu knjigu Ispovijest crkvenog pauka. Urednica knjige je Katarina Čeliković. Knjigu je tiskao u nakladi Katoličkog društva za kulturu, povijest i duhovnost Ivan Antunović. Čine ju Muharemovi sabrani uvodnici kao Zvonikovog glavnog i odgovornog urednika.

## Vanjske poveznice
- Subotica.info  Arhivirana inačica izvorne stranice od 10. lipnja 2016. (Wayback Machine) Ličnosti: Dragan Muharem
- Svjetlo vjere  Arhivirana inačica izvorne stranice od 19. kolovoza 2016. (Wayback Machine) Tekstovi Dragana Muharema
- YouTube, Nikola Tumbas, Kanal sajta www.subotica.info  Zvučni zapis promocije knjige Ispovijest crkvenog pauka Datum objavljivanja: 1. ožujka 2016.